# Har Zemer
Har Zemer (hebreiska: הר זמר) är ett berg i Israel.   Det ligger i distriktet Norra distriktet, i den norra delen av landet. Toppen på Har Zemer är 502 meter över havet.
Terrängen runt Har Zemer är kuperad västerut, men österut är den platt. Terrängen runt Har Zemer sluttar brant österut.Runt Har Zemer är det tätbefolkat, med 659 invånare per kvadratkilometer. Närmaste större samhälle är Qiryat Shemona, 13,0 km norr om Har Zemer. Trakten runt Har Zemer består till största delen av jordbruksmark.